# Tertius e caelo cecidit Cato
Tertius e caelo cecidit Cato: celeberrima sentenza di Giovenale (Sat. 2.40) la cui traduzione: "Ci è caduto dal cielo un terzo Catone" si commenta quasi da sola. 
Catone il Censore per la sua rigidezza dei costumi divenne a buona ragione l'epitome della figura del censore della Repubblica romana e il custode del mos maiorum (i costumi degli Antichi). 
Il nipote Catone l'Uticense cercava, senza peraltro possederne le stesse caratteristiche morali e intellettuali, di copiare il celebre nonno nel (ri)condurre la società romana del I secolo a.C. a costumi più morigerati.
In special modo i tentativi del secondo Catone, che viveva all'interno di forze sociali e politiche sempre più tese alla conquista del potere e al godimento dei sensi, suonavano inutili e perfino ridicoli. Lo stillicidio di consigli, ammonimenti, esempi di portamento e costumi moralisti, fecero di Catone Uticense una specie di macchietta dell'epoca cesariana.
Giovenale nelle sue Satire utilizza questo modo di intendere il personaggio per corrodere il prestigio di coloro i quali continuamente si atteggiavano a moralizzatori o consiglieri non richiesti: "Non bastavano due Catoni, nonno e nipote, il cielo ce ne ha inviato un terzo!